# Johan Spilhammar
Johan Reinhold Spilhammar, född 25 april 1836 i Gävle, Gävleborgs län, död 6 december 1922 i Hedvig Eleonora församling, Stockholm, var en svensk lärare, tidningsman och författare. Han var även verksam under signaturerna —mm— och S. Spilhammar var tillförordnad chefredaktör för Nya Dagligt Allehanda (1872-1874), chefredaktör för Läsning för folket (från 1887) samt chefredaktör och ansvarig utgivare för Aftonbladet (1879-1884) och Post- och Inrikes Tidningar (1894-1912).

## Utbildning
Spilhammar blev 1854 student vid Uppsala universitet och 1865 avlade han filosofie kandidatexamen där.

## Karriär
Spillhammar var adjunkt vid Nya elementarskolan i Stockholm 1868–1872. Sin första erfarenhet inom journalistiken fick han 1866 när blev en del av redaktion på Nya Dagligt Allehanda. Han tillhörde redaktionen fram till 1878 och var 1872–1874 tillförordnad chefredaktör. Spilhammars insatser under denna tid beskrivs som ”med stilistisk talang förfäktande tidningens politiska grundsatser eller bedömande litteratur- och konstföreteelser”.
I mars 1878 gick Spilhammar över till Aftonbladet och rollen som andre redaktör. Drygt ett år senare, i juni 1879, efterträdde han Peter August Gödecke som huvudredaktör och ansvarig utgivare på tidningen. Under denna tid rörde sig tidningens politiska tendens från frisinnat mot en mer moderat och konservativ hållning. I september 1884 lämnade Spilhammar Aftonbladet och efterträddes av Gustaf Retzius.
År 1887 blev Spilhammar chefredaktör för Läsning för folket. Parallellt med detta, med start december 1894, var han huvudredaktör och utgivare för Post- och Inrikes Tidningar. Denna syssla hade han fram till 30 juni 1912.
Spillhammar var medlem i Sällskapet Idun. Åren 1874–1881 och 1894-1896 var han styrelseledamot i Publicistklubben.

## Familj
Johan Spilhammar var son till köpmannen Nils Reinhold Spilhammar (1803-1844) och Anna Margaretha Spilhammar, född Renvall (1803-1882). Han var halvkusin med matematikern Alfred Berg (1838-1900). Han gifte sig 3 juli 1869 med Emma Sofia Küsel (1835-1920). De fick fyra döttrar och en son. Bland dessa märks friherrinnan Ellen Sofia Falkenberg af Trystorp (1872-1945) och statskommissarien Nils Gustaf Spilhammar (1874-1968).